# Sommer-Paralympics 2012/Teilnehmer (Argentinien)
| stlisierte Goldmedaille | stlisierte Silbermedaille | stlisierte Bronzemedaille |
| ----------------------- | ------------------------- | ------------------------- |
| —                       | 1                         | 4                         |

Argentinien entsandte zu den Paralympischen Sommerspielen 2012 in London (29. August bis 9. September) eine aus 63 Sportlern bestehende Mannschaft. Fahnenträger der argentinischen Auswahl bei der Eröffnungsfeier war der Schwimmer Guillermo Marro.

## Medaillengewinner

### Silber
| Name              | Sportart | Wettkampf               |
| ----------------- | -------- | ----------------------- |
| José David Effron | Judo     | Männer bis 81 kg Männer |

#### Bronze
| Name                   | Sportart       | Wettkampf                          |
| ---------------------- | -------------- | ---------------------------------- |
| Rodrigo Fernando Lopez | Radsport       | Männer-Einerverfolgung C1          |
| Jorge Lencina          | Judo           | Männer bis 90 kg                   |
| Nadia Báez             | Schwimmen      | 100 m Brustschwimmen (SB11) Frauen |
| Hernan Barreto         | Leichtathletik | 200 m (T35) Männer                 |

## Teilnehmer nach Sportart

### 5er-Fußball
Männer:
- Dario Lencina
- Angel Deldo
- Federico Acardi
- Froilan Padilla
- Silvio Velo
- Lucas Rodriguez (Fußballspieler, Paralympics)
- Luis Sacayan
- David Peralta
- Marcelo Panizza
- Guido Consoni

| Pl. | Land                   | Sp. | S | U | N | Tore    | Diff. | Punkte |
| --- | ---------------------- | --- | - | - | - | ------- | ----- | ------ |
| 1. | Spanien                | 3   | 1 | 2 | 0 | 003:100 | +2    | 05     |
| 2. | Argentinien            | 3   | 1 | 2 | 0 | 002:000 | +2    | 05     |
| 3. | Iran                   | 3   | 1 | 0 | 2 | 001:400 | −3    | 03     |
| 4. | Vereinigtes Königreich | 3   | 0 | 2 | 1 | 001:200 | −1    | 02     |
| Stand: Abkürzungen: Pl. = Platz, Sp = Spiele, S = Siege, U = Unentschieden, N = Niederlagen Erläuterungen: Spiele um den 1. bis 4. Platz, Spiel um den 5. Platz, Spiel um den 7. Platz |                        |     |   |   |   |         |       |        |

Gruppenspiele:
| Fr., 31. August 2012, 13:30 Uhr (14:30 Uhr MESZ)   |   |                |           |
| Iran                                               | – | Argentinien    | 0:2 (0:0) |
| Tore: 0:1 (27.), 0:2 (48.) Velo                    |   |                |           |
| So., 2. September 2012, 15:30 Uhr (16:30 Uhr MESZ) |   |                |           |
| Argentinien                                        | – | Großbritannien | 0:0       |
| Di., 4. September 2012, 13:30 Uhr (14:30 Uhr MESZ) |   |                |           |
| Spanien                                            | – | Argentinien    | 0:0       |
| Tore: keine                                        |   |                |           |

Finalrunde:
| Halbfinale | Halbfinale | Halbfinale |  |            | Finale           | Finale   | Finale   |
| | | |  |            |                  |          |          |
| | Brasilien | (0) 1 |  |            |                  |          |          |
| | Argentinien | 0 |  |            | Endspiel         | Endspiel | Endspiel |
| Zum Ende der zweiten Halbzeit stand es immer noch 0:0, woraufhin das Spiel per Penalty Shoot-out entschieden werden musste. | Zum Ende der zweiten Halbzeit stand es immer noch 0:0, woraufhin das Spiel per Penalty Shoot-out entschieden werden musste. | Zum Ende der zweiten Halbzeit stand es immer noch 0:0, woraufhin das Spiel per Penalty Shoot-out entschieden werden musste. |  | Frankreich | 0                |          |          |
| | | |  |            | Brasilien        | 2        |          |
| | Spanien | 0 |  |            |                  |          |          |
| | Frankreich | 2 |  |            |                  |          |          |
| | | |  |            | Spiel um Platz 3 |          |          |
| | | |  |            |                  | Spanien  | 0 (1)    |
| | Argentinien | 1 (2) |  |            |                  |          |          |
| Zum Ende der zweiten Halbzeit stand es 0:0, woraufhin das Spiel per Penalty Shoot-out entschieden werden musste.            | | |  |            |                  |          |          |
| Spiel um Platz 5 | | |  |            |                  |          |          |
| | Iran | 0 |  |            |                  |          |          |
| | Volksrepublik China | 0 (1) |  |            |                  |          |          |
| | | |  |            |                  |          |          |
| Spiel um Platz 7 | | |  |            |                  |          |          |
| | Türkei | 0 |  |            |                  |          |          |
| | Vereinigtes Königreich | 2 |  |            |                  |          |          |
| | | |  |            |                  |          |          |

### 7er-Fußball
Männer:
- Gustavo Nahuelquin
- Mariano Morana
- Rodrigo Luquez
- Ezequiel Jaime
- Brian Vivot
- Claudio Figuera
- Carlos Ferreyra
- Fabio Coria
- Rodrigo Lugrin
- Matias Fernandez Romano
- Sergio Gutiérrez

Gruppenspiele:
| Pl. | Land        | Sp. | S | U | N | Tore    | Diff. | Punkte |
| --- | ----------- | --- | - | - | - | ------- | ----- | ------ |
| 1. | Russland    | 3   | 2 | 1 | 0 | 019:100 | +18   | 07     |
| 2. | Iran        | 5   | 2 | 1 | 2 | 013:500 | +8    | 07     |
| 3. | Niederlande | 3   | 1 | 0 | 2 | 005:130 | −8    | 03     |
| 4. | Argentinien | 3   | 0 | 0 | 3 | 002:200 | −18   | 0      |
| Stand: 5. September 2012 Abkürzungen: Pl. = Platz, Sp = Spiele, S = Siege, U = Unentschieden, N = Niederlagen Erläuterungen: Spiele um den 1. bis 4. Platz, Spiele um den 5. bis 8. Platz |             |     |   |   |   |         |       |        |

| Sa., 1. September 2012, 9:00 Uhr (10:00 Uhr MESZ) in der Riverbank Arena |   |             |                   |
| Russland | – | Argentinien | 8:0 (3:0) Bericht |
| Mo., 3. September 2012, 14:00 Uhr (15:00 Uhr MESZ) in der Riverbank Arena |   |             |                   |
| Argentinien | – | Iran        | 1:8 (0:6) Bericht |
| Tore: 0:1 Gholamhosseinpour (2.), 0:2 Mehri (6.), 0:3 Atashafrouz (13.), 0:4 Atashafrouz (14.), 0:5 Bakhshi (18.), 0:6 Heidari (29.), 1:6 Fernández Romano (47.), 1:7 Mehri (58.), 1:8 Gholamhosseinpour (60.+3.) |   |             |                   |
| Mi., 5. September 2012, 11:15 Uhr (12:15 Uhr MESZ) in der Riverbank Arena |   |             |                   |
| Argentinien | – | Niederlande | 1:4 (1:2) Bericht |
| Tore: 1:0 Morana (6.), 1:1 Lokhoff (11.), 1:2 Visker (19.), 1:3 Visker (45.), 1:4 Lokhoff (54.) |   |             |                   |

### Boccia
Einzel
| Athleten          | Wettbewerb  | Qualifikation | Qualifikation | 1. Runde          | 1. Runde | 2. Runde      | 2. Runde      | Viertelfinale | Viertelfinale | Halbfinale    | Halbfinale    | Finale        | Finale        | Rang          |
| Athleten          | Wettbewerb  | Gegner        | Ergebnis      | Gegner            | Ergebnis | Gegner        | Ergebnis      | Gegner        | Ergebnis      | Gegner        | Ergebnis      | Gegner        | Ergebnis      | Rang          |
| ----------------- | ----------- | ------------- | ------------- | ----------------- | -------- | ------------- | ------------- | ------------- | ------------- | ------------- | ------------- | ------------- | ------------- | ------------- |
| Mauricio Ibarbure | Einzel BC 1 | –             | –             | –                 | –        | Roger Andalen | 1:5           | ausgeschieden | ausgeschieden | ausgeschieden | ausgeschieden | ausgeschieden | ausgeschieden | ausgeschieden |
| Pablo Cortez      | Einzel BC 2 | –             | –             | Fernando Ferreira | 4:5      | ausgeschieden | ausgeschieden | ausgeschieden | ausgeschieden | ausgeschieden | ausgeschieden | ausgeschieden | ausgeschieden | ausgeschieden |

Team
| Athleten                                                       | Wettbewerb  | Poolmatch 1 | Poolmatch 1 | Poolmatch 2            | Poolmatch 2 | Viertelfinale | Viertelfinale | Halbfinale    | Halbfinale    | Finale        | Finale        | Rang          |
| Athleten                                                       | Wettbewerb  | Gegner      | Ergebnis    | Gegner                 | Ergebnis    | Gegner        | Ergebnis      | Gegner        | Ergebnis      | Gegner        | Ergebnis      | Rang          |
| -------------------------------------------------------------- | ----------- | ----------- | ----------- | ---------------------- | ----------- | ------------- | ------------- | ------------- | ------------- | ------------- | ------------- | ------------- |
| Mauricio Ibarbure/Pablo Cortez/Gabriela Villano/Pablo Gonzales | Team BC 1-2 | Portugal    | 5:6         | Vereinigtes Konigreich | 4:8         | ausgeschieden | ausgeschieden | ausgeschieden | ausgeschieden | ausgeschieden | ausgeschieden | ausgeschieden |

### Judo
| Männer            |                  |   |   |                         |           |                              |            |                            |               |               |               |               |
| Rodolfo Ramírez   | Klasse bis 73 kg | – | – | Sharif Khalilov         | 000-100   | Trostrunde: Mauricio Briceno | 000:102    | ausgeschieden              | ausgeschieden | ausgeschieden | ausgeschieden | ausgeschieden |
| José David Effrón | Klasse bis 81 kg | – | – | Mirhassan Nattajsolhdar | 0112:0012 | Vazquez Cortijo              | 020:000    | Olexandr Kosinov           | 0112:0122     | Silber        |               |               |
| Jorge Lencina     | Klasse bis 90 kg | – | – | Roberto Julian Santos   | 0112:000  | Sam Ingram                   | 00003:0101 | Bronzematch: Hani Asakereh | 100:0001      | Bronze        |               |               |

### Leichtathletik
| Athleten               | Wettbewerb         | Vorlauf / Vorkampf | Vorlauf / Vorkampf | Halbfinale   | Halbfinale | Finale       | Finale | Rang   |
| Athleten               | Wettbewerb         | Zeit / Weite       | Rang               | Zeit / Weite | Rang       | Zeit / Weite | Rang   | Rang   |
| ---------------------- | ------------------ | ------------------ | ------------------ | ------------ | ---------- | ------------ | ------ | ------ |
| Frauen                 |                    |                    |                    |              |            |              |        |        |
| Yanina Andrea Martinez | 100 m T36          | 15,01 s            | 3                  | –            | –          | 15,00 s      | 4      | 4      |
| Nadia Schaus           | 100 m T36          | 15,04 s            | 3                  | –            | –          | 15,14        | 5      | 5      |
| Yanina Andrea Martinez | 200 m T36          | 31,48 s            | 3                  | –            | –          | DQ           | DQ     | DQ     |
| Nadia Schaus           | 200 m T36          | 31,87 s            | 2                  | –            | –          | DQ           | DQ     | DQ     |
| Mariela Almada         | Diskuswurf F11/12  | –                  | –                  | –            | –          | 36,52 m      | 6      | 6      |
| Perla Amanda Munoz     | Diskuswurf F11/12  | –                  | –                  | –            | –          | 17,70 m      | 10     | 10     |
| Mariela Almada         | Kugelstoßen F11/12 | –                  | –                  | –            | –          | 9,72 m       | 17     | 17     |
| Perla Amanda Munoz     | Kugelstoßen F11/12 | –                  | –                  | –            | –          | 7,54 m       | 10     | 10     |
| Männer                 |                    |                    |                    |              |            |              |        |        |
| Hernan Barreto         | 100 m T35          | 13,22              | 2                  | –            | –          | 13,26        | 4      | 4      |
| Hernan Barreto         | 200 m T35          | 27,19 s            | 1                  | –            | –          | 26,59 s      | 3      | Bronze |
| Hernan Barreto         | 5000 m T12         | –                  | –                  | –            | –          | DQ           | DQ     | DQ     |
| Hernan Barreto         | Marathon T12       | –                  | –                  | –            | –          | 3:09:09      | 14     | 14     |
| Sergio Paz             | Diskuswurf F11     | –                  | –                  | –            | –          | 32,44        | 6      | 6      |
| Sebastian Baldassari   | Diskuswurf F11     | –                  | –                  | –            | –          | 34,03        | 4      | 4      |
| Sergio Paz             | Kugelstoßen F11-12 | –                  | –                  | –            | –          | 9,43 m       | 19     | 19     |
| Sebastian Baldassari   | Kugelstoßen F11-12 | –                  | –                  | –            | –          | 9,87 m       | 14     | 14     |

### Powerlifting (Bankdrücken)
| Athleten           | Wettbewerb       | Gewicht | Rang |
| Männer             |                  |         |      |
| Jose David Coronel | Klasse bis 75 kg | 150     | 11   |

### Radsport

#### Bahn
| Athleten                                   | Wettbewerb             | Qualifikation | Qualifikation | Finals        | Finals        | Rang   |
| Athleten                                   | Wettbewerb             | Zeit          | Rang          | Zeit          | Rang          | Rang   |
| ------------------------------------------ | ---------------------- | ------------- | ------------- | ------------- | ------------- | ------ |
| Männer                                     |                        |               |               |               |               |        |
| Alberto Lujan Nattkemper/Jonatan Ithurrart | Verfolgung B           | 5:09.568      | 8             | ausgeschieden | ausgeschieden | 8      |
| Rodrigo Fernando López                     | Verfolgung C1          | 4:07,725      | 4             | 4:04,559      | 3             | Bronze |
| Alberto Lujan Nattkemper/Jonatan Ithurrart | Tandemsprint           | 11,744 min    | 7             | ausgeschieden | ausgeschieden | 7      |
| Alberto Lujan Nattkemper/Jonatan Ithurrart | 1000 m Zeitfahren      | –             | –             | 1:11,181 min  | 11            | 11     |
| Alberto Lujan Nattkemper/Jonatan Ithurrart | 1000 m Zeitfahren C1-3 | –             | –             | 1:10,689 min  | 7             | 7      |

#### Straße
| Athleten                 | Wettbewerb         | Zeit         | Rang       |
| ------------------------ | ------------------ | ------------ | ---------- |
| Frauen                   |                    |              |            |
| Alberto Lujan Nattkemper | Straßenrennen B    | überrundet   | überrundet |
| Rodrigo Fernando Lopez   | Straßenrennen C1-3 | DNF          | DNF        |
| Alberto Lujan Nattkemper | Zeitfahren B       | 38:23,15 min | 16         |
| Rodrigo Fernando Lopez   | Zeitfahren C1      | 27:42,75     | 6          |

### Reiten
| Athleten                                                | Wettbewerb         | Punkte | Rang |
| ------------------------------------------------------- | ------------------ | ------ | ---- |
| Patricio Guglialmelli Lynch mit Nirvana Pure Indulgence | Einzel Pflicht III | 60,200 | 11   |
| Patricio Guglialmelli Lynch mit Nirvana Pure Indulgence | Einzel Kür III     | 62,050 | 10   |

### Rollstuhlfechten
| Athleten             | Wettbewerb         | Qualifikation | Qualifikation | Viertelfinale | Viertelfinale | Halbfinale / Klassifikation | Halbfinale / Klassifikation | Finale / Platzierung | Finale / Platzierung | Rang          |
| Athleten             | Wettbewerb         | Ergebnis      | Rang          | Gegner        | Ergebnis      | Gegner                      | Ergebnis                    | Gegner               | Ergebnis             | Rang          |
| -------------------- | ------------------ | ------------- | ------------- | ------------- | ------------- | --------------------------- | --------------------------- | -------------------- | -------------------- | ------------- |
| Männer               |                    |               |               |               |               |                             |                             |                      |                      |               |
| Jose Palavecino      | Florett Einzel (B) | 0:4           | 5             | ausgeschieden | ausgeschieden | ausgeschieden               | ausgeschieden               | ausgeschieden        | ausgeschieden        | ausgeschieden |
| Simone Briese-Baetke | Degen Einzel (B)   | 0:4           | 5             | ausgeschieden | ausgeschieden | ausgeschieden               | ausgeschieden               | ausgeschieden        | ausgeschieden        | ausgeschieden |

### Rollstuhltennis
| Männer                              |        |               |               |                                |               |                |               |                 |               |               |               |               |
| Agustín Ledesma                     | Einzel | Jon Rydberg   | 7:6, 3:6, 1:6 | ausgeschieden                  | ausgeschieden | ausgeschieden  | ausgeschieden | ausgeschieden   | ausgeschieden | ausgeschieden | ausgeschieden | ausgeschieden |
| Gustavo Fernández                   | Einzel | Fabian Mazzei | 6:0, 6:0      | Philippe Bedard                | 6:0, 6:0      | Takashi Sanada | 3:6, 6:4, 6:1 | Stéphane Houdet | 6:1, 1:6, 6:1 | ausgeschieden | ausgeschieden | ausgeschieden |
| Agustín Ledesma / Gustavo Fernández | Doppel | –             | –             | Shingo Kunieda / Satoshi Saida | 3:6, 1:6      | ausgeschieden  | ausgeschieden | ausgeschieden   | ausgeschieden | ausgeschieden | ausgeschieden | ausgeschieden |

### Rudern
| Männer         |       |         |   |         |   |         |   |   |
| Carlos Vysocki | Einer | 5:27,94 | 6 | 5:32,99 | 5 | 5:21,58 | 6 | 6 |

### Schießen
| Athleten        | Wettbewerb            | Qualifikation   | Qualifikation | Finale          | Finale        | Ringe/ Scheiben | Rang          |
| Athleten        | Wettbewerb            | Ringe/ Scheiben | Rang          | Ringe/ Scheiben | Rang          | Ringe/ Scheiben | Rang          |
| --------------- | --------------------- | --------------- | ------------- | --------------- | ------------- | --------------- | ------------- |
| Männer          |                       |                 |               |                 |               |                 |               |
| Osvaldo Gentili | P1: Luftpistole (SH1) | 545             | 26            | ausgeschieden   | ausgeschieden | ausgeschieden   | ausgeschieden |

### Schwimmen
| Athleten          | Wettbewerb              | Vorlauf            | Vorlauf       | Finale        | Finale        | Rang          |               |
| Athleten          | Wettbewerb              | Zeit               | Rang          | Zeit          | Rang          | Rang          |               |
| ----------------- | ----------------------- | ------------------ | ------------- | ------------- | ------------- | ------------- | ------------- |
| Frauen            |                         |                    |               |               |               |               |               |
| Nadia Báez        | 50 m Freistil (S11)     | 34,98 s            | 10            | ausgeschieden | ausgeschieden | ausgeschieden |               |
| Nadia Báez        | 100 m Freistil (S11)    | 1:22,06 min        | 14            | ausgeschieden | ausgeschieden | ausgeschieden |               |
| Nadia Báez        | 400 m Freistil (S11)    | 6:19,35 min        | 8             | 6:15,98 min   | 8             | 8             |               |
| Nadia Báez        | 100 m Brust (SB11)      | 1:32,07 min        | 1             | 1:31,21 min   | 3             | Bronze        |               |
| Nadia Báez        | Nadia Báez              | 200 m Lagen (SM11) | 3:17,12 min   | 13            | ausgeschieden | ausgeschieden | ausgeschieden |
| Daniela Gimenez   | 50 m Freistil (S9)      | 30,82 s            | 9             | ausgeschieden | ausgeschieden | ausgeschieden |               |
| Daniela Gimenez   | 100 m Brust (SB9)       | 1:22,58 min        | 7             | 1:21,99 min   | 7             | 7             |               |
| Anabel Moro       | 50 m Freistil (S12)     | 31,32 s            | 11            | ausgeschieden | ausgeschieden | ausgeschieden |               |
| Anabel Moro       | 100 m Freistil (S12)    | 1:08,79 min        | 11            | ausgeschieden | ausgeschieden | ausgeschieden |               |
| Anabel Moro       | 100 m Brust (SB12)      | 1:23,51 min        | 5             | 1:23,42 min   | 7             | 7             |               |
| Männer            |                         |                    |               |               |               |               |               |
| Guillermo Marro   | 100 m Rücken (S7)       | 1:13,97 min        | 4             | 1:14,19 min   | 5             | 5             |               |
| Matias de Andrade | 100 m Rücken (S7)       | 1:16,74 min        | 12            | ausgeschieden | ausgeschieden | 12            |               |
| Ignacio Gonzalez  | 100 m Rücken (S12)      | 1:05,72 min        | 7             | 1:04,40 min   | 7             | 7             |               |
| Ignacio Gonzalez  | 200 m Lagen (SM12)      | 2:20,76 min        | 6             | 2:20,73 min   | 6             | 6             |               |
| Ignacio Gonzalez  | 400 m Freistil (S12)    | 4:33,33 min        | 6             | 4:34,38 min   | 7             | 7             |               |
| Ignacio Gonzalez  | 100 m Brust (SB12)      | 1:05,72 min        | 7             | 1:12,96 min   | 8             | 8             |               |
| Ariel Quassi      | 50 m Schmetterling (S5) | 55,54 s            | 20            | ausgeschieden | ausgeschieden | ausgeschieden |               |
| Ariel Quassi      | 100 m Brust (S5)        | 1:59,44 s          | 11            | ausgeschieden | ausgeschieden | ausgeschieden |               |
| 50 m Rücken (S5)  | 49,45 s                 | 17                 | ausgeschieden | ausgeschieden | ausgeschieden |               |               |
| Sergio Zayas      | 100 m Rücken (S11)      | 1:16,33 min        | 11            | ausgeschieden | ausgeschieden | ausgeschieden |               |
| Sergio Zayas      | 400 m Freistil (S11)    | 5:15,46 s          | 9             | ausgeschieden | ausgeschieden | ausgeschieden |               |

### Segeln
| Athleten              | Wettbewerb     | Qualifikation | Qualifikation | Medal Race | Medal Race | Punkte | Rang |
| Athleten              | Wettbewerb     | Punkte        | Rang          | Punkte     | Rang       | Punkte | Rang |
| --------------------- | -------------- | ------------- | ------------- | ---------- | ---------- | ------ | ---- |
| Männer                |                |               |               |            |            |        |      |
| Juan Fernández Ocampo | Einer Kielboot | 137           | 15            | abgesagt   | abgesagt   | 15     | 15   |

### Tischtennis
| Athleten                          | Wettbewerb            | 1. Runde        | 1. Runde | Viertelfinale   | Viertelfinale | Halbfinale    | Halbfinale    | Finale        | Finale        | Rang          |
| Athleten                          | Wettbewerb            | Gegner          | Ergebnis | Gegner          | Ergebnis      | Gegner        | Ergebnis      | Gegner        | Ergebnis      | Rang          |
| --------------------------------- | --------------------- | --------------- | -------- | --------------- | ------------- | ------------- | ------------- | ------------- | ------------- | ------------- |
| Frauen                            |                       |                 |          |                 |               |               |               |               |               |               |
| Marta Makishi                     | Einzel (Klasse 5)     | Khetam Abuawad  | 0:3      | Kimie Bessho    | 0:3           | ausgeschieden | ausgeschieden | ausgeschieden | ausgeschieden | ausgeschieden |
| Giselle Munoz                     | Einzel (Klasse 7)     | Kelly van Zon   | 1:3      | Anne Barnéoud   | 1:3           | Kübra Öçsoy   | 1:3           | ausgeschieden | ausgeschieden | ausgeschieden |
| Männer                            |                       |                 |          |                 |               |               |               |               |               |               |
| Fernando Eberhardt                | Einzel (Klasse 1)     | Lee Chang-ho    | 1:3      | Jerome Guezenec | 3:2           | ausgeschieden | ausgeschieden | ausgeschieden | ausgeschieden | ausgeschieden |
| Gabriel Copola                    | Einzel (Klasse 3)     | Florian Merrien | 1:3      | Liran Geva      | 3:0           | ausgeschieden | ausgeschieden | ausgeschieden | ausgeschieden | ausgeschieden |
| Fernando Eberhardt Gabriel Copola | Mannschaft (Klasse 3) | –               | –        | Deutschland     | 1:3           | ausgeschieden | ausgeschieden | ausgeschieden | ausgeschieden | ausgeschieden |